# Mane (ciudad antigua)

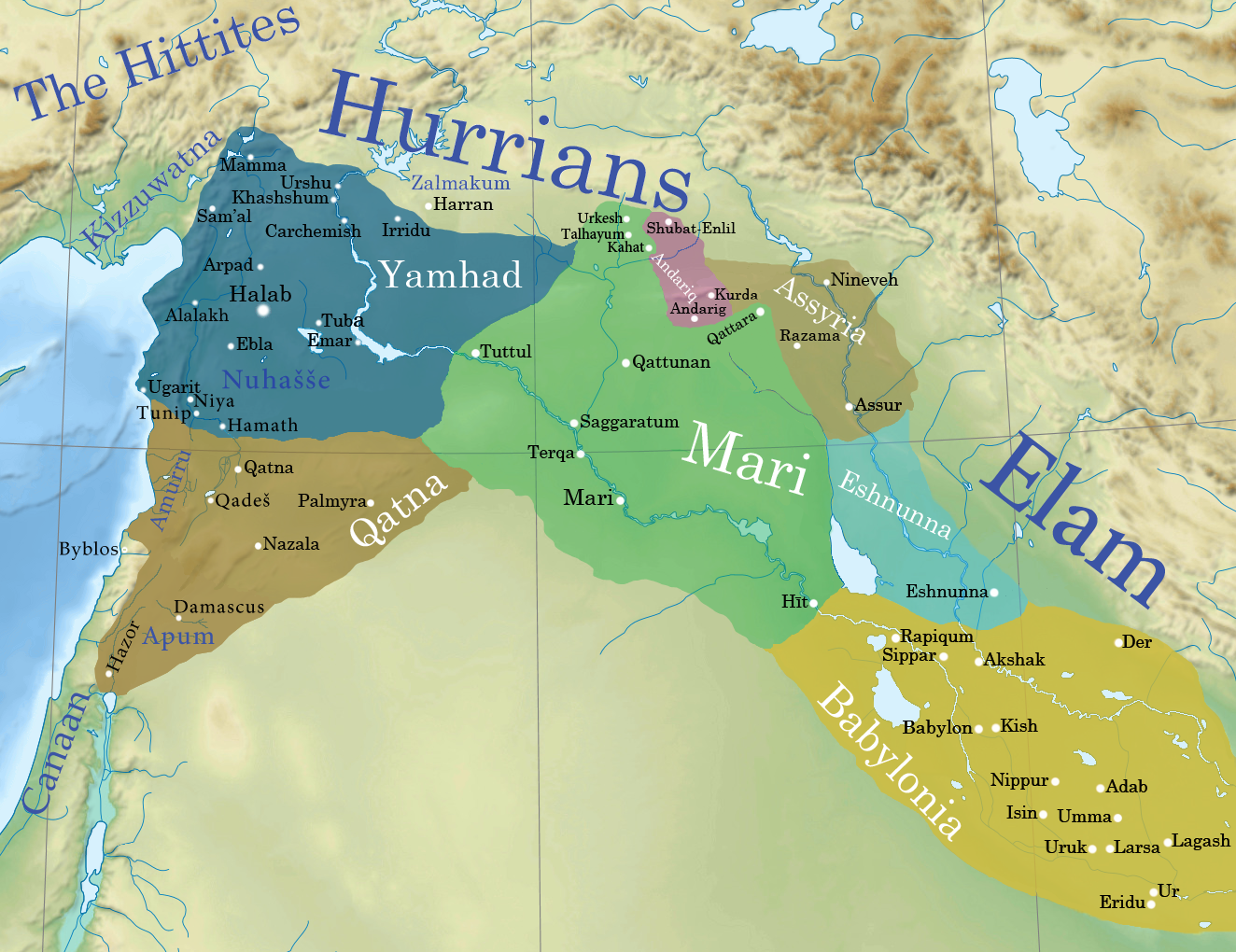
Antigua Siria

Mane fue una antigua ciudad situada en lo que hoy es Siria y el norte de Irak. Su ubicación exacta sigue siendo desconocida, aunque estaba al norte de Nínive
Durante la batalla de Nínive (612 a. C.), esta ciudad fue asediada. La crónica de Ashur-uballit II, conocida como Crónica 3, afirma sobre la batalla de Nínive entre los ejércitos babilónicos y asirios que:

en el mes de Âbu el rey de Akkad y su ejército se dirigieron río arriba hacia Mane, Sahiri y Bali-hu. Las saqueó, las saqueó ampliamente y secuestró a sus dioses.